# Woodruff (Arizona)
Woodruff es un lugar designado por el censo ubicado en el condado de Navajo en el estado estadounidense de Arizona. En el Censo de 2010 tenía una población de 191 habitantes y una densidad poblacional de 12,75 personas por km².

## Geografía
Woodruff se encuentra ubicado en las coordenadas 34°47′00″N 110°2′16″O / 34.78333, -110.03778. Según la Oficina del Censo de los Estados Unidos, Woodruff tiene una superficie total de 14.98 km², de la cual 14.94 km² corresponden a tierra firme y (0.26%) 0.04 km² es agua.

## Demografía
Según el censo de 2010, había 191 personas residiendo en Woodruff. La densidad de población era de 12,75 hab./km². De los 191 habitantes, Woodruff estaba compuesto por el 95.81% blancos, el 0% eran afroamericanos, el 0% eran amerindios, el 0.52% eran asiáticos, el 0% eran isleños del Pacífico, el 2.09% eran de otras razas y el 1.57% pertenecían a dos o más razas. Del total de la población el 5.76% eran hispanos o latinos de cualquier raza.